# Zeno Cosini

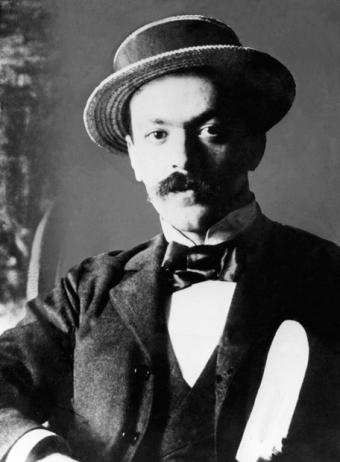
Ritratto di Svevo

Zeno Cosini è il protagonista del romanzo La coscienza di Zeno di Italo Svevo.
Come i protagonisti dei due precedenti romanzi Una vita e Senilità (rispettivamente Alfonso Nitti ed Emilio Brentani), anche Zeno è affetto dalla "malattia" dell'inettitudine, cioè l'incapacità di vivere serenamente. La sua "senilità" è un dato anagrafico, non morale, come poteva essere intesa invece nel personaggio di Emilio Brentani. A differenza dei due protagonisti degli altri romanzi però, Zeno guarisce, almeno apparentemente, dal suo essere inetto.

## Biografia

### Il problema
Secondo la trama del romanzo, Zeno, ormai anziano, decide di rivolgersi ad uno psicoanalista, il dottor S., per risolvere i suoi problemi nevrotici. Zeno infatti è affetto da ipocondria che sfocia in problemi psicosomatici: è convinto di essere malato, nonostante i numerosi medici che ha consultato gli abbiano riferito che non ha problemi sanitari, anche se, in seguito all'incontro con il suo amico d'infanzia Tullio, accusa di zoppicare ogni tanto.

### La terapia e la sua interruzione
Lo psicanalista adopera questa terapia: invita Zeno a scrivere un'autobiografia, con scritti i suoi ricordi e i suoi guai. Zeno, però, interrompe dopo un po'  questa terapia perché è ormai convinto di essere già guarito. Infatti, nell'ultimo capitolo del libro, intestato come un diario, confessa di essere guarito grazie al commercio di armi che intraprese durante la prima guerra mondiale. Una volta "guarito", Zeno apprende però che la sua apparente malattia è una malattia che affligge tutta la società e non solo lui stesso, arrivando, infine, a capire, che "la vita attuale è inquinata alle radici", e che scoprirlo è segno di salute, e non di malattia come pensava prima.